# AGRICOLA
AGRICOLA (acrónimo de AGRICultural OnLine Access) es una base de datos en línea creada por la Biblioteca Nacional de Agricultura del Departamento de Agricultura de los Estados Unidos (USDA). La base de datos sirve como catálogo e índice para las colecciones de la Biblioteca Nacional de Agricultura. También proporciona acceso público a la información sobre agricultura y sectores afines.

## Alcance
AGRICOLA indexa una amplia variedad de publicaciones que cubren la agricultura y sus campos afines, tanto de animales y ciencias veterinarias, como entomología, botánica, silvicultura, acuicultura y pesca y agricultura en general. Dentro de este campo, cubre los sistemas de explotación agrícola, economía agrícola, extensión y educación, bromatología y nutrición humana, y ciencias de la Tierra y ciencias ambientales." Los materiales están indexados de acuerdo con los términos de la Biblioteca Agrícola Nacional Glosario y diccionario de Sinónimos.

### PubAg
Una base de datos relacionada, PubAg, fue creada en 2015 y se centra en el texto completo de las publicaciones de los científicos del USDA, así como algunos del diario de la literatura. PubAg fue diseñado para una amplia gama de usuarios, incluidos los agricultores, científicos, académicos, estudiantes y el público en general.
Las distinciones entre AGRICOLA y PubAg incluyen:
"AGRICOLA serves as the public catalog of  the National Agricultural Library. It contains records for all of the holdings of the library. It also contains citations to articles, much like PubAg. AGRICOLA also contains citations to many items that, while valuable and relevant to the agricultural sciences, are not peer-reviewed journal articles. Also, AGRICOLA has a different interface. So, while there is some overlap between the two resources, they are different in significant ways. There are no plans to eliminate AGRICOLA." 